# Joy Destiny Tobing
Joy Destiny Tiurma Tobing (nacida el 20 de marzo de 1980, en Yakarta) es una cantante de gospel indonesia y el ganadora de la primera temporada de Idol Indonesia en septiembre de 2004.

## Biografía
Tobing es una cantante de música góspel, ella inició su carrera cuando se inscribió para la primera temporada del Idol Indonesia, que obtuvo algunas críticas, ya que ella misma no se consideraba una aficionada a la música. 
Ella esperaba que represente a Indonesia en las competiciones internacionales de Asian Idol y World Idol, pero le surgieron desacuerdos con la gestión el evento llamado "Indomugi Pratama" y su compañía discográfica, BMG Indonesia, insistiendo en que un artista no sólo debe tener obligaciones, también tienen derechos. Durante en una conferencia de prensa en noviembre de 2004, el equipo de Indomugi Pratama, BMG Indonesia, RCTI y FremantleMedia, que tenían la licencia del programa Idol Indonesia, afirmaron que no estaban enviando a que Tobing podía participar en estas competencias internacionales. Consideraron su desobediencia como su fracaso a comportarse como un buen ídolo. 
En marzo de 2005 Tobing terminó su contrato con BMG Indonesia, en septiembre de 2004, ella más adelante lanzó su álbum titulado "Idol Terima Kasih". En su conferencia de prensa, Tobing y su abogado declararon que la razón por la que siempre había sido tratada injustamente, BMG Indonesia, que nunca informó acerca de la venta de su álbum y no darle ninguna de regalías.

## Discografía
- Didia ("Where")
- Pada Kaki Salib-Mu ("At The Foot of Your Cross")  with her sister, Jelita Tobing
- Praise & Worship (compilation)
- Wave Of Worship (compilation)
- Katakan Salahku
- Joy
- The Song Of Joy
- Indonesian Idol: Indonesian All-Time Hits (compilation)
- Terima Kasih ("Thank You", 2004)
- Rise (2005)
- Mujizat Itu Nyata ("The Miracle is True", 2006)
- Faithful (2008)